# Trioceros deremensis
Trioceros deremensis (лат.) — вид ящериц из семейства хамелеонов. Эндемик Танзании.
Общая длина достигает 26 см. Наблюдается половой диморфизм — самцы крупнее самок. Этого хамелеона отличает выраженный у представителей обоих полов кожистый гребень шириной несколько миллиметров. Он тянется от головы до середины хвоста. Отличительной чертой самцов данного вида являются рога. Направленные вперёд парные рога расположены на морде между глаз, ещё один непарный рог располагается на конце морды. У больших взрослых самцов рога могут достигать длины 4 см.
Окраска меняется в зависимости от состояния животного, однако характерной чертой является рисунок из тёмных пятен разного размера, расположенных волнистыми линиями. Основной цвет — салатово-зелёный, часто с жёлтым оттенком.
Обитает в густой растительности на склонах гор и холмов с очень влажным климатом. Всё время проводит в зарослях и довольно редко выходит на открытые участки под прямые солнечные лучи. Любит тёплую, но не жаркую местность. Питается насекомыми, беспозвоночными горных лесов.
Яйцекладущая ящерица. Самка откладывает до 5 яиц.